# Fernando Bello
Fernando Bello, né le 29 novembre 1910 à Pergamino et mort le 21 août 1974, est un joueur et entraîneur de football argentin. 
Fidèle au CA Independiente pendant toute sa carrière, il remporte plusieurs titres avec ce club. Il compte également douze sélections avec l'Argentine. 

## Carrière
Fernando Bello commence sa carrière de footballeur au CA Independiente. Il est considéré comme le premier grand gardien de but de l'histoire du club. Bello se distingue par son élégance et ses qualités athlétiques. Son courage et ses sauts lui valent le surnom de Tarzán.
Il joue aussi en sélection argentine. Il participe au Championnat sud-américain de 1935, dont l'Argentine est seconde. Titulaire, Bello joue les trois parties contre le Chili, le Pérou et l'Uruguay.

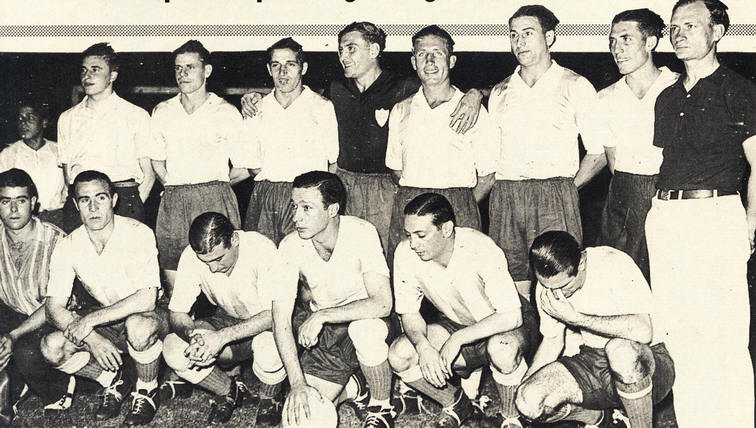
Les Argentins vainqueurs du championnat sud-américain de 1937. Bello est debout, au centre.

Deux ans plus tard, il participe de nouveau au championnat sud-américain, que l'Argentine remporte. Bello joue cette fois les deux derniers matchs, dont la finale face au Brésil, sans encaisser de but.
En 1938 et 1939, Bello remporte avec son club le championnat d'Argentine deux fois consécutives. Il appartient à une équipe marquante de l'histoire du club, composée notamment d'Arsenio Erico, Vicente de la Mata et Antonio Sastre.
Après plusieurs années sans sélection, il est de nouveau convoqué en 1943 puis pour le championnat sud-américain de 1945. Il joue deux matchs lors du tournoi que l'Argentine remporte une nouvelle fois.
De 1934 à 1945, Bello compte 12 sélections avec l'Argentine. Avec Independiente, il dispute 300 matchs en championnat entre 1933 et 1944. La FIFA le compte parmi les joueurs légendaires du club.
Il tient un rôle actif pendant la grève de 1948 et il a postérieurement exercé le secrétariat général de Futbolistas Argentinos Agremiados.
Après sa retraite sportive, Bello devient entraîneur. Il mène notamment son club de toujours au titre de champion d'Argentine en 1948. Il travaille aussi longtemps auprès des équipes de jeunes du club.

## Statistiques
En onze saisons, Bello dispute 300 matchs de championnat avec Independiente.
| Club          | Année | Matchs |
| ------------- | ----- | ------ |
| Independiente | 1933  | 30     |
| Independiente | 1934  | 37     |
| Independiente | 1935  | 30     |
| Independiente | 1936  | 18     |
| Independiente | 1937  | 8      |
| Independiente | 1938  | 32     |
| Independiente | 1939  | 28     |
| Independiente | 1940  | 29     |
| Independiente | 1941  | 16     |
| Independiente | 1942  | 20     |
| Independiente | 1943  | 29     |
| Independiente | 1944  | 23     |
| Total         | Total | 300    |

## Palmarès

### Joueur
Independiente
- Champion d'Argentine : 1938, 1939
- Vainqueur de la Copa Aldao : 1938, 1939
- Vainqueur de la Copa Adrián C. Escobar (en) : 1939
- Vainqueur de la Copa Ibarguren (en) : 1939

Équipe d'Argentine
- Champion d'Amérique du Sud : 1937, 1945

### Entraîneur
Independiente
- Champion d'Argentine : 1948